# Leucophora canariensis
Leucophora canariensis är en tvåvingeart som beskrevs av Verner Michelsen 1985. Leucophora canariensis ingår i släktet Leucophora och familjen blomsterflugor. Inga underarter finns listade i Catalogue of Life.